# Милорадович, Алексей Григорьевич
Алексей Григорьевич Милорадович (1794, Чернигов — 1825, Санкт-Петербург) — участник Отечественной войны 1812 года, участвовал в битвах под Вязьмой, Бауценом, Кульмском сражении.

## Биография
Родился 9 (20) октября 1794 года в семье малороссийского генерального судьи, таврического губернатора Григория Петровича Милорадовича; мать— Александра Павловна Кочубей. По отцу он приходился родным племянником графу Михаилу Андреевичу Милорадовичу, а по матери государственному канцлеру князю Виктору Павловичу Кочубею.
В 1803 году вместе с братьями Александром и Илларионом он был зачислен в Главное немецкое училище Св. Петра. Получив там первоначальное образование, в 1810 году поступил в Пажеский корпус, где проучился до 1812 года. В августе 1812 года, не достигнув ещё совершеннолетия, он с согласия родителей записался в действующую армию; 27 августа, на другой день после Бородинской битвы, он был произведён в прапорщики Апшеронского пехотного полка, шефом которого был его дядя Михаил Андреевич. По приезде в армию Милорадович был назначен ординарцем к дяде и участвовал с ним во всех сражениях.
После сражения под Вязьмой (22 октября) был награждён орденом Святого Владимира 4-й степени с бантом. За бой под Бауценом (7 и 8 мая 1813) он был награждён прусским орденом Pour le Mérite.
За дни отступления (9, 10 и 11 мая) награждён золотой шашкой с надписью «за храбрость», за Кульмское сражение получил прусский орден Железного Креста, а 21 сентября 1813 года, за военные заслуги был переведён в Лейб-гвардии Семёновский полк.  27 августа граф Милорадович писал его отцу:
« Алексей  Григорьевич  здоров  и  весел;  в  последнем  деле  имел  он  возле  меня  лошадь  раненую  без  малейшего  ему  вреда.  Он  ведет  себя  скромно, хорошо  и  храбро. Я  представил  его  чину к  переводу   в  Семёновский гвардейский полк,  где  лучший  корпус  по  выбору  самого  Царя.
Участвовал  в «битве народов» под Лейпцигом, за что был награждён орденом Святого Станислава 2-й степени, и в сражении под Парижем. Из Парижа он проследовал с полком в Нормандию, и из Шербура на русской эскадре вернулся в Кронштадт. Вернулся Милорадович в Санкт-Петербург уже гвардейским офицером, имея два ордена на шее, Владимира в петлице, Кульмский крест, золотое оружие и две медали.  
Продолжая служить в Семёновском полку, Милорадович был увлечён религиозно-мистическим направлением, господствовавшим в то время, перестал посещать светское общество, где встречал всегда самый радушный приём. Стал одним из членов секты хлыстов, главным движением которого была Екатерина Филипповна Татаринова.
Отец его, узнав о поступлении его в число последователей секты и не зная ни цели, ни направления этой секты, до того встревожился за сына, что решил прямо обратиться с письменной просьбой к Императору. Император Александр I 20  августа  1818 года ответил:
« Григорий  Петрович!  Принимая участие во всём что касается до вашего дома, Я хочу успокоить вас насчёт сына вашего Алексея, служащего в Лейб-гвардейском Семёновском полку. Он отличный офицер по  ревности своей к службе и по  нравственности. Я старался проникнуть его связи и, по достоверным сведениям, нашел что, тут ничего нет такого, чтобы отводило от религии; напротив, он сделался еще более привязанным к церкви и исправным в своей должности. Поэтому заключаю, что связи его не могут быть вредны. По моим правилам хотя и не стесняю Я ничей совести, но с другой стороны не желал бы, еслиб открылось  что либо против церкви или гражданского порядка. Надеюсь, что сии строки вас успокоят…
С самыми из усердных членов секты Татариновой Мартыном, Степановичем, Е. А. Головиным, В. М. Поповым Милорадович находился в тесной дружбе и в своём духовном завещании (свидетелями которого были двое последних лиц) написанном за 12 дней до смерти, он говорит о друзьях своих, о том великом неоцененном благе, которым он им совершенно обязан, ибо со времени сей сердечной связи он возлюбил Спасителя своего Иисуса Христа и Святую его церковь и посвятил себя христианской жизни.
Посвятив себя добрым делам, Милорадович раздавал бедным многое из незначительного содержания, которое давал ему отец. 7 января 1820 года, будучи уже поручиком, Милорадович вышел в отставку, потому что здоровье его не позволяло ему продолжать военную службу. Вскоре он в чине титулярного советника, был назначен чиновником особых поручении при тогдашнем генерал-губернаторе графе Михаиле Андреевиче.
После нескольких простуд он заболел грудной болезнью, перешедшую в чахотку, от которой и скончался, как указывает О. Р. Фрейман, 27 июня (9 июля) 1825 года. В Петербургском некрополе датой смерти указано 25 июня; похоронен на Волковском православном кладбище. После своей смерти он оставил долг в размере 15.000 рублей. его родной брат Александр Григорьевич не имея в это время денег, старался чтобы память о брате была чиста, поэтому он ещё при жизни своих родителей занял 15 000 рублей которые в 1838 году возросли до 40 000 рублей и уплатил весь долг.

## Воспоминания современников
Современники вспоминают о Григории Милорадовиче с удовольствием. Фёдор Николаевич Глинка ещё в 1813 году, когда печатал свои записки, упоминал о нём как о цвете тогдашней молодёжи. Вот между прочим что он пишет:
Вчера приехал к нам из Пажеского корпуса сын Милорадовича, о котором я тебе столько раз писал, и которого благорасположение ко мне поставляю в великой цене. Сын его, племянник генерала нашего, есть прекрасный благовоспитанный молодой человек. Я душевно рад, что он останется у нас. Теперь он был вместе с нами, и в первый раз от роду видел поле сражения, где хотя замолкли громы но еще необходима кровь.